# Белобережье
Белобере́жье (укр. Білоберіжжя, до 2008 г. — Білобережжя) — село в Мирогощанской сельской общине Дубенского района Ровненской области Украины.
Население по переписи 2001 года составляло 272 человека. Почтовый индекс — 35630. Телефонный код — 3656. Код КОАТУУ — 5621682602.